# Supermecz Północ – Południe na żużlu
Supermecz Północ – Południe – rozgrywane w latach 1994, 1995, 1996, 1998, 2019, 2020 i 2021 zawody żużlowe pomiędzy wybieranymi przez kibiców reprezentacjami klubów z północy i południa Polski, wzorowane na meczach NBA All-Star Game. Poza rywalizacją sportową mają przede wszystkim na celu propagowanie tej dyscypliny sportu.
W dotychczasowej historii 7 spotkań, trzykrotnie zwyciężali zawodnicy „Północy”, a cztery razy – „Południa”, natomiast bilans małych punktów wynosi 343–287. Mecze odbywały się na torach w Pile, Lesznie, Gnieźnie, Opolu, Łodzi, Gdańsku i Krośnie. W latach 90. w supermeczu brały udział drużyny ekstraligowe i I ligi (ówczesna I i II liga), zaś od 2019 tylko z drugiej klasy rozgrywkowej (obecna I liga żużlowa).
W meczach rozgrywanych w latach 90. łącznie uczestniczyło 37 żużlowców, w tym 34 Polaków, 2 Duńczyków oraz Anglik. Jedynym zawodnikiem, który startował we wszystkich meczach w latach 90. był Jacek Rempała (trzykrotnie „Południe”, raz „Północ”), w trzech edycjach startowali Tomasz Bajerski („Północ”), Rafał Dobrucki („Północ”), Sławomir Drabik („Południe”), Jacek Gollob („Północ”), Tomasz Gollob („Północ”), Roman Jankowski („Południe”), Jacek Krzyżaniak („Północ”), Adam Łabędzki („Południe”) i Dariusz Śledź („Południe”). Najwięcej punktów w spotkaniach w latach 90. zdobyli Tomasz Bajerski (32 – w 3 meczach), Jacek Krzyżaniak (28 – 3), Tomasz Gollob (26 – 3), Jacek Gollob (25 – 3), Tommy Knudsen (23 – 2), Roman Jankowski (22 – 3) oraz Dariusz Śledź (21 – 3), natomiast najwyższe średnie meczowe (min. 2 spotkania) uzyskali Tommy Knudsen (11,50 – w 2 meczach), Tomasz Bajerski (10,67 – 3), Jacek Krzyżaniak (9,33 – 3), Tomasz Gollob (8,67 – 3) oraz Jacek Gollob (8,33 – 3).

## Wyniki spotkań
| Data       | Miejsce | Północ | Południe | Wynik                   |
| ---------- | ------- | --- | --- | ----------------------- |
| 30.10.1994 | Piła    | Tomasz Gollob (Bydgoszcz) – 11 Jarosław Olszewski (Gdańsk) – 7 Piotr Świst (Gorzów) – 1 Jacek Krzyżaniak (Toruń) – 10 Hans Nielsen (Piła) – 14 Waldemar Walczak (Toruń) – 4 Rafał Dobrucki (Piła) – 10 Jan Krzystyniak (Piła) – 0                | Roman Jankowski (Leszno) – 4 Adam Łabędzki (Leszno) – 2 Dariusz Śledź (Wrocław) – 6 Jacek Rempała (Tarnów) – 4 Tommy Knudsen (Wrocław) – 9 Piotr Baron (Wrocław) – 0 Grzegorz Rempała (Tarnów) – 5 Sławomir Drabik (Częstochowa) – 3         | Północ: 57 Południe: 33 |
| 21.10.1995 | Leszno  | Mark Loram (Toruń) – 8 Jacek Gollob (Bydgoszcz) – 9 Jacek Krzyżaniak (Toruń) – 8 Sławomir Dudek (Zielona Góra) – 0 Tomasz Gollob (Bydgoszcz) – 3 Tomasz Bajerski (Toruń) – 8 Rafał Dobrucki (Piła) – 1 Jan Krzystyniak (Piła) – 1                | Marek Kępa (Lublin) – 4 Adam Łabędzki (Leszno) – 3 Dariusz Śledź (Wrocław) – 12 Jacek Rempała (Tarnów) – 9 Tommy Knudsen (Wrocław) – 14 Piotr Protasiewicz (Wrocław) – 1 Robert Mikołajczak (Leszno) – 7 Grzegorz Rempała (Tarnów) – 2       | Północ: 38 Południe: 52 |
| 26.10.1996 | Gniezno | Tomasz Gollob (Bydgoszcz) – 12 Mirosław Kowalik (Toruń) – 13 Jacek Gollob (Bydgoszcz) – 10 Adam Fajfer (Gniezno) – 8 Robert Sawina (Gniezno) – 7 Tomasz Bajerski (Toruń) – 12 Wiesław Jaguś (Toruń) – 7 Sławomir Dudek (Zielona Góra) – NS       | Roman Jankowski (Leszno) – 7 Jacek Rempała (Tarnów) – 2 Sławomir Drabik (Częstochowa) – 1 Zenon Kasprzak (Rawicz) – 3 Dariusz Śledź (Wrocław) – 3 Sebastian Ułamek (Częstochowa) – 1 Tomasz Rempała (Tarnów) – 3 Adam Skórnicki (Leszno) – 1 | Północ: 69 Południe: 21 |
| 03.07.1998 | Opole   | Jacek Krzyżaniak (Toruń) – 10 Andrzej Huszcza (Zielona Góra) – 9 Tomasz Bajerski (Gorzów) – 12 Jacek Gollob (Bydgoszcz) – 6 Rafał Dobrucki (Piła) – 6 Rafał Okoniewski (Piła) – 6 Krzysztof Cegielski (Gorzów) – 6 Jacek Rempała (Grudziądz) – 0 | Roman Jankowski (Leszno) – 11 Piotr Świst (Rzeszów) – 3 Adam Łabędzki (Wrocław) – 5 Piotr Baron (Wrocław) – 4 Sławomir Drabik (Częstochowa) – 6 Andrzej Zieja (Opole) – 6 Mariusz Węgrzyk (Wrocław) – 0 Maciej Kuciapa (Rzeszów) – 0         | Północ: 55 Południe: 35 |
| 24.03.2019 | Łódź    | Hans Andersen (Łódź) – 11 Timo Lahti (Dyneburg) – 7 Adrian Gała (Gniezno) – 8 Krystian Pieszczek (Gdańsk) – 8 Rafał Okoniewski (Łódź) – 6 Karol Żupiński (Gdańsk) – 1 Dawid Wawrzyniak (Łódź) – 1                                                | Grzegorz Walasek (Ostrów Wlkp.) – 9 Tomasz Gapiński (Ostrów Wlkp.) – 8 Troy Batchelor (Rybnik) – 8 Kacper Woryna (Rybnik) – 2 Peter Ljung (Tarnów) – 11 Mateusz Cierniak (Tarnów) – 5 Robert Chmiel (Rybnik) – 5                             | Północ: 42 Południe: 48 |
| 06.07.2020 | Gdańsk  | Wiktor Kułakow (Toruń) – 11 Jack Holder (Toruń) – 11 Kamil Brzozowski (Bydgoszcz) – 4 Matic Ivacic (Bydgoszcz) – 1 Krystian Pieszczek (Gdańsk) – 9 Oļegs Mihailovs (Dyneburg) – 4 Karol Żupiński (Gdańsk) – 2                                    | Nicolai Klindt (Ostrów Wlkp.) – 8 Daniel Jeleniewski (Łódź) – 10 Peter Ljung (Tarnów) – 9 Tomasz Gapiński (Ostrów Wlkp.) – 5 Adrian Gała (Gniezno) – 5 Damian Stalkowski (Gniezno) – 2 Mateusz Cierniak (Tarnów) – 9                         | Północ: 42 Południe: 48 |
| 22.08.2021 | Krosno  | Wiktor Kułakow (Gdańsk) – 11 Jakub Jamróg (Gdańsk) – 10 Marcin Nowak (Łódź) – 4 Luke Becker (Łódź) – 1 Wadim Tarasienko (Bydgoszcz) – 11 Wiktor Przyjemski (Bydgoszcz) – 2 Mateusz Dul (Łódź) – 1                                                | Tobiasz Musielak (Krosno) – 9 Kacper Gomólski (Rybnik) – 4 Patrick Hansen (Ostrów Wlkp.) – 9 Siergiej Łogaczow (Rybnik) – 5 Andžejs Ļebedevs (Krosno) – 12 Sebastian Szostak (Ostrów Wlkp.) – 9 Dawid Rempała (Tarnów) – 2                   | Północ: 40 Południe: 50 |